# José Aranda da Silva
José António Aranda da Silva (Lourenço Marques, Moçambique, 15 de novembro de 1948) é um farmacêutico português. Especialista nas áreas de Farmácia Hospitalar, de Indústria Farmacêutica e de Registo e Regulamentação Farmacêutica,  é atualmente Diretor da Revista Portuguesa de Farmacoterapia (RPF). É também Professor convidado em vários mestrados e cursos de pós-graduação na área da Saúde e do Medicamento, em diferentes instituições de ensino superior.

## Biografia
José Aranda da Silva nasceu a 15 de novembro de 1948, na então Lourenço Marques, capital da Colónia de Moçambique. Nesta cidade completou os seus estudos no Liceu Salazar (1957-1965). Em 1972 licenciou-se em Farmácia pela Universidade do Porto , tendo sido dirigente da Associação de Estudantes e, entre 2015 e 2021, personalidade cooptada do Conselho de Representantes. No dia 3 de outubro de 2017, foi distinguido pela Universidade do Porto com a atribuição do título de Doutor Honoris Causa, por proposta da Faculdade de Farmácia (FFUP). Iniciou em 2021 a vice-presidência do Conselho Geral da Universidade de Évora.
Como militar participou no 25 de abril, tendo pertencido à Assembleia do Movimento das Forças Armadas, pertencendo à fação gonçalvista (tal como o outrossim farmacêutica Manuel Rodrigues de Carvalho, ministro da Educação do III Governo Provisório). Coronel-Farmacêutico, frequentou o Curso Superior de Comando e Direção (CCD) no Instituto de Altos Estudos Militares (IAEM), tendo sido Diretor do serviço de Farmácia do Hospital Militar Principal e Diretor do Laboratório Militar de Produtos Químicos e Farmacêuticos. Exerceu também o cargo de Diretor Geral dos Assuntos Farmacêuticos no Ministério da Saúde.
Aranda da Silva foi o primeiro Presidente do Infarmed (Autoridade Nacional do Medicamento e Produtos de Saúde I.P), funções que desempenhou entre 1993 e 2000.Em 2001 foi eleito Bastonário da Ordem dos Farmacêuticos, tendo cumprido dois mandatos de três anos.
Integrou ou é atualmente membro de diversas associações e sociedades científicas nacionais e internacionais. Merecem particular destaque as suas colaborações como membro do Comité de Especialidades Farmacêuticas da União Europeia e como membro do Conselho de Administração da Agência Europeia de Medicamentos (EMA). Foi igualmente membro do Conselho Consultivo para o Programa de Ação de Medicamentos Essenciais da Organização Mundial de Saúde (OMS) e do Fórum Consultivo do Centro Europeu de Prevenção e Controlo das Doenças (ECDC). Desempenhou ainda funções como Presidente da Sociedade Europeia de Farmácia Clínica. Entre 2012 e 2017 foi também Presidente da Associação de Desenvolvimento e Investigação em Saúde Pública (INODES), da qual foi sócio fundador. Aranda da Silva foi ainda investigador e membro da coordenação do Observatório Português dos Sistemas de Saúde (OPSS) entre 2010 e 2017. É membro do Conselho de Administração da Fundação para a Saúde - Serviço Nacional de Saúde desde 2011, tendo sido presidente em 2017.
Aranda da Silva é autor ou co-autor de aproximadamente cem trabalhos nas áreas da regulamentação e política do medicamento e da farmácia hospitalar.

## Obra publicada

### Livros
- Aranda da Silva, José (1994) Falando de Medicamentos. Lisboa: Tribuna Press
- Aranda da Silva, José (1996) Medicamentos: Riscos e Benefícios. Lisboa: Tribuna Press
- Aranda da Silva, José (1997) Medicamentos - Farmacoterapia. Lisboa: Tribuna Press
- Aranda da Silva, José (2000) A Europa do Medicamento: 2000 o futuro já começou. Lisboa: Vitor Catanho
- Aranda da Silva, José (2007) Saúde Pública, farmacêuticos e medicamentos. Lisboa: Campo da Comunicação
- Aranda da Silva, José; Souto, Carlos do Amaral; Vilão, Sérgio da Palma (2010) Os meus medicamentos - Conhecimento, Risco e Modo de utilização. Lisboa: Texto Editoras.
- Aranda da Silva, José; Cabrita, José; Pinto, Carlos Gouveia (2022) O Valor dos Medicamentos e das Vacinas no contexto da pandemia: da avaliação do benefício/risco à avaliação económica. Lisboa: Lisbon International Press.

### Capítulos de livros
- Aranda da Silva, José (2006) O valor acrescentado da intervenção farmacêutica. In Associação Portuguesa de Administradores Hospitalares e Associação Portuguesa para o Desenvolvimento Hospitalar O Futuro da Saúde em Portugal (pp 114-120). Lisboa: Companhia de Ideias.
- Aranda da Silva, José (2012) Política do medicamento em tempo de crise. In do Carmo, Isabel (coord.), Serviço Nacional de Saúde em Portugal - As ameaças, a crise e os desafios (pp.99-105). Coimbra: Almedina
- Aranda da Silva, José; Vilão, Sérgio da Palma (2013) Acesso dos Medicamentos ao Mercado. In Guerreiro, Marta; Fernandes, António (coord.), Deontologia e Legislação Farmacêutica (pp.77-106). Lisboa: Lidel
- Aranda da Silva, José; (2013) Austeridade - uma patologia fatal para a saúde. In Paz Ferreira, Eduardo (coord.), A Austeridade cura? A Austeridade mata? (pp 725-739). Lisboa: Associação Académica da Faculdade de Direito de Lisboa

## Condecorações
- Medalha de Mérito Militar (1998)
- Prémio Almofariz Figura do Ano (2000)
- Comenda de Mérito Farmacêutico Brasil (2003)
- Medalha de Honra Ordem dos Farmacêuticos (2010)
- Medalha Serviços Distintos Grau Ouro do Ministério da Saúde (2012)[12]